# Siêu cúp bóng đá châu Âu 2017
Siêu cúp châu Âu 2017 là lần thứ 42 trận siêu cúp châu Âu được tổ chức, giữa đội vô địch UEFA Champions League 2016-17, Real Madrid và đội vô địch UEFA Europa League 2016-17 là Manchester United. Trận đấu được tổ chức ở sân Philip II Arena tại Skopje, Cộng hòa Macedonia vào ngày 8 tháng 8 năm 2017. Đây là lần đầu tiên Macedonia được vinh dự làm nơi tổ chức trận siêu cúp.

## Địa điểm

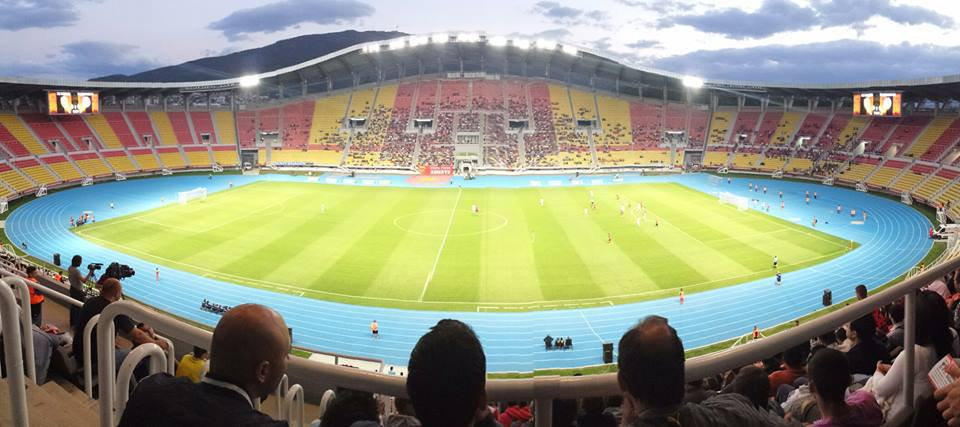
Sân Philip II Arena ở Skopje sẽ diễn ra trận đấu này.

Sân vận động Philip II Arena đã được công bố trước đó sẽ là địa điểm tổ chức trận chung kết vào ngày 30 tháng 6 năm 2015 theo quyết định từ một cuộc họp của Ban chấp hành UEFA ở Praha, Cộng hòa Séc.

## Đội bóng
| Đội               | Tư cách                               | Tham dự trước đó (in đậm là vô địch) |
| ----------------- | ------------------------------------- | ------------------------------------ |
| Real Madrid       | Vô địch UEFA Champions League 2016–17 | 1998, 2000, 2002, 2014, 2016         |
| Manchester United | Vô địch UEFA Europa League 2016–17    | 1991, 1999, 2008                     |

Đây là lần đầu tiên hai đội gặp nhau ở Siêu cúp Châu Âu. Trước đó đã có 10 lần đối đầu giữa Real Madrid và Manchester United ở UEFA Champions League. Trong 10 trận đấu đó, Real Madrid là đội có thành tích đối đầu tốt hơn với 4 thắng, 4 hòa và 2 thua.

## Trước trận đấu

### Bán vé
Với sức chứa của sân vận động khoảng 30.500 ghế ngồi. Tổng số 23.000 vé được dành cho người hâm mộ, vé được bán thông qua trang UEFA.com từ ngày 13 tháng 6 đến ngày 4 tháng 7 năm 2017 với các mệnh giá: 50€, 30€ và 15€. Số vé còn lại được phân bổ cho các ban tổ chức địa phương, UEFA và Hiệp hội các quốc gia, các đối tác thương mại và các đài truyền hình.

## Trận đấu

### Trọng tài bắt chính
Trọng tài người Ý, Gianluca Rocchi được UEFA giao bắt chính trận đấu này.

### Diễn biến trận đấu
Đội vô địch Champions League sẽ được coi là đội "nhà".
| Real Madrid               | 2–1      | Manchester United |
| ------------------------- | -------- | ----------------- |
| - Casemiro 24' - Isco 52' | Chi tiết | Lukaku 62'        |

| Real Madrid | Manchester United |

| GK               | 1  | Keylor Navas      |     |     |
| RB               | 2  | Dani Carvajal     | 84' |     |
| CB               | 5  | Raphaël Varane    |     |     |
| CB               | 4  | Sergio Ramos (c)  | 86' |     |
| LB               | 12 | Marcelo           |     |     |
| CM               | 10 | Luka Modrić       |     |     |
| CM               | 14 | Casemiro          |     |     |
| CM               | 8  | Toni Kroos        |     |     |
| RF               | 11 | Gareth Bale       |     | 74' |
| CF               | 9  | Karim Benzema     |     | 83' |
| LF               | 22 | Isco              |     | 74' |
| Dự bị:           |    |                   |     |     |
| GK               | 13 | Kiko Casilla      |     |     |
| DF               | 6  | Nacho             |     |     |
| DF               | 15 | Theo Hernández    |     |     |
| MF               | 20 | Marco Asensio     |     | 74' |
| MF               | 23 | Mateo Kovačić     |     |     |
| FW               | 7  | Cristiano Ronaldo |     | 83' |
| FW               | 17 | Lucas Vázquez     |     | 74' |
| Huấn luyện viên: |    |                   |     |     |
| Zinedine Zidane  |    |                   |     |     |

| GK               | 1  | David de Gea         |       |     |
| RB               | 25 | Antonio Valencia (c) |       |     |
| CB               | 2  | Victor Lindelöf      |       |     |
| CB               | 12 | Chris Smalling       |       |     |
| LB               | 36 | Matteo Darmian       |       |     |
| CM               | 21 | Ander Herrera        |       | 56' |
| CM               | 31 | Nemanja Matić        |       |     |
| CM               | 6  | Paul Pogba           |       |     |
| RW               | 22 | Henrikh Mkhitaryan   |       |     |
| CF               | 9  | Romelu Lukaku        |       |     |
| LW               | 14 | Jesse Lingard        | 42'   | 46' |
| Dự bị:           |    |                      |       |     |
| GK               | 20 | Sergio Romero        |       |     |
| DF               | 17 | Daley Blind          |       |     |
| MF               | 8  | Juan Mata            |       |     |
| MF               | 16 | Michael Carrick      |       |     |
| MF               | 27 | Marouane Fellaini    |       | 56' |
| FW               | 11 | Anthony Martial      |       |     |
| FW               | 19 | Marcus Rashford      | 90+4' | 46' |
| Huấn luyện viên: |    |                      |       |     |
| José Mourinho    |    |                      |       |     |

| Cầu thủ xuất sắc nhất trận đấu: Isco (Real Madrid) Trợ lý trọng tài: Elenito Di Liberatore (Ý) Mauro Tonolini (Ý) Trọng tài thứ tư: Clément Turpin (Pháp) Trợ lý trọng tài phụ: Davide Massa (Ý) Massimiliano Irrati (Ý) Trợ lý trọng tài dự bị: Riccardo Di Fiore (Ý) | Quy định trận đấu - 90 phút. - 30 phút hiệp phụ nếu tỉ số hòa sau 90 phút - Đá luân lưu khi hai đội vẫn hòa sau 2 hiệp phụ - 7 cầu thủ dự bị và tối đa 3 quyền thay người |

### Thống kê
| Thống kê       | Real Madrid | Manchester United |
| -------------- | ----------- | ----------------- |
| Số bàn thắng   | 1           | 0                 |
| Tổng số cú sút | 7           | 4                 |
| Sút bóng       | 2           | 1                 |
| Giữ bóng       | 1           | 1                 |
| Tỉ lệ giữ bóng | 60%         | 40%               |
| Phạt góc       | 3           | 0                 |
| Phạm lỗi       | 3           | 9                 |
| Việt vị        | 1           | 1                 |
| Thẻ vàng       | 0           | 1                 |
| Thẻ đỏ         | 0           | 0                 |

| Thống kê       | Real Madrid | Manchester United |
| -------------- | ----------- | ----------------- |
| Goals scored   | 1           | 1                 |
| Số cú sút      | 9           | 9                 |
| Sút trúng đích | 4           | 5                 |
| Saves          | 4           | 3                 |
| Sở hữu bóng    | 59%         | 41%               |
| Phạt góc       | 5           | 2                 |
| Phạm lỗi       | 7           | 8                 |
| Việt vị        | 0           | 1                 |
| Thẻ vàng       | 2           | 1                 |
| Thẻ đỏ         | 0           | 0                 |

| Statistic      | Real Madrid | Manchester United |
| -------------- | ----------- | ----------------- |
| Goals scored   | 2           | 1                 |
| Số cú sút      | 16          | 13                |
| Sút trúng đích | 6           | 6                 |
| Saves          | 5           | 4                 |
| Sở hữu bóng    | 59%         | 41%               |
| Phạt góc       | 8           | 2                 |
| Phạm lỗi       | 10          | 17                |
| Việt vị        | 1           | 2                 |
| Thẻ vàng       | 2           | 2                 |
| Thẻ đỏ         | 0           | 0                 |